# Pollachius virens
Il merluzzo carbonaro (Pollachius virens), conosciuto anche come merluzzo nero, è un pesce d'acqua salata appartenente alla famiglia Gadidae.

## Distribuzione e habitat
Vive nell'Atlantico settentrionale tra il Golfo di Guascogna e la Norvegia settentrionale. È presente anche lungo le coste nordamericane di Canada e new England.

Si trova in banchi in acque libere tra 10 e 100 metri ma anche presso le rocce costiere.

## Descrizione
Assai simile fisicamente a Pollachius pollachius da cui si riconosce per la linea laterale di colore chiaro e piuttosto dritta e per la mandibola solo leggermente sporgente. La livrea è verdastra scura o nera sul dorso e bianco-argentea sul ventre.

Raggiunge una lunghezza massima di 100 cm.

## Riproduzione
Diventano maturi sessualmente dopo almeno 5 anni, è un pesce che può arrivare anche ad un'età superiore ai 20 anni.

## Pesca
Viene pescato con sistemi di pesca intensiva, soprattutto con reti a strascico e palamiti; in commercio si trovano esemplari di circa 4 kg di peso e di 60 - 80 cm di lunghezza.